# SN 2001cp
SN 2001cp – supernowa typu Ia odkryta 19 czerwca 2001 roku w galaktyce UGC 10738. W momencie odkrycia miała maksymalną jasność 16,50m.